# 亚历克·讷斯塔克
亚历克·讷斯塔克（羅馬尼亞語：Alec Năstac，1949年4月2日—），罗马尼亚男子拳击运动员。他曾代表罗马尼亚参加1972年和1976年夏季奥林匹克运动会拳击比赛，其中1976年奥运会获得一枚铜牌。